# Riccardia pumila
Riccardia pumila är en bladmossart som beskrevs av Furuki. Riccardia pumila ingår i släktet flikbålmossor, och familjen Aneuraceae. Inga underarter finns listade i Catalogue of Life.